# Erodium lebelii
Erodium lebelii — вид квіткових рослин роду Грабельки (Erodium) родини геранієві (Geraniaceae).

## Поширення
Вид поширений в Іспанії, Франції, Бельгії, Нідерландах, Ірландії та Великій Британії. Росте на піщаних ґрунтах вздовж морського узбережжя.